# Corey Duffel
Corey Duffel (4 november 1984 te Walnut Creek, Californië) is een professioneel Amerikaans skateboarder. Hij staat erom bekend dat zijn trucs altijd meteen de eerste keer lukken, of dat hij keihard valt en het een tweede keer probeert. 

## Huidige sponsors
- Sessions Clothing
- Foundation Skateboards
- Pig Wheels
- Speedmetal Trucks
- Metro Skateshop
- Ammon Watches
- Brown Beanies

## Video's
- 1998 Think - Dedication
- 2001 Thrasher Magazine - Go For Broke
- 2002 Foundation Skateboards - Madness & Mayhem
- 2002 411 VM - Issue #55
- 2002 Zero Skateboards - Dying to Live
- 2003 Pharmacy Boardshop - Chily
- 2004 Globe Shoes - World Cup Skateboarding Street Riot
- 2004 Foundation - That’s Life Flick
- 2004 Foundation - European Tour
- 2005 88 Footwear – Destroy Everything Now
- 2006 411 VM – Volume 14, Issue 1
- 2006 Stephen Duffel – Beautiful Breakdown
- 2007 Foundation - Cataclysmic Abyss
- 2009 Transworld skateboarding - Right Foot Forward